# Martonyi
Martonyi è un comune dell'Ungheria di 520 abitanti (dati 2001) . È situato nella contea di Borsod-Abaúj-Zemplén.

## La sua vita pubblica

### Sindaci
1990–1994: Miklós Balogh (indipendente)
1994–1998: Miklós Balogh (indipendente)
1998–2002: Miklós Balogh (indipendente)
2002–2006: Péter Balázs Drencsán (indipendente
2006–2009: Péter Balázs Drencsán (indipendente)
2009–2010: István Vécsei (indipendente)
2010–2014: István Vécsei (indipendente)
2014–2019: István Vécsei (indipendente)
2019–2024: István Vécsei (indipendente)
2024–: István Vécsei (indipendente)
Il 10 maggio 2009 si sono tenute le elezioni provvisorie del sindaco nella città, in seguito alle dimissioni del precedente sindaco.